# Libethra elegantior
Libethra elegantior är en insektsart som beskrevs av Brunner von Wattenwyl 1907. Libethra elegantior ingår i släktet Libethra och familjen Diapheromeridae. Inga underarter finns listade i Catalogue of Life.